# Alita: Battle Angel
Alita: Battle Angel ist ein US-amerikanischer Cyberpunk-Actionfilm von Regisseur Robert Rodriguez, den er in Zusammenarbeit mit James Cameron verwirklichte. Es handelt sich um eine Verfilmung des Mangas Battle Angel Alita von Yukito Kishiro; die Titelfigur wird von Rosa Salazar durch Performance Capture verkörpert. Der Film wurde mehrfach für seine visuellen Effekte ausgezeichnet und kam am 14. Februar 2019 in die deutschsprachigen und US-amerikanischen Kinos.

## Handlung
Im Jahr 2563, etwa 300 Jahre nach dem „Großen Krieg“, sind auf der Erde die gesellschaftlichen Systeme zerfallen. Von den ursprünglich zwölf reichen Himmelsstädten ist nur noch eine, Zalem, übriggeblieben. Menschen aus allen Teilen der Welt haben Zuflucht in der darunter gelegenen Stadt Iron City gefunden, in deren Mitte sich die Müllkippe Zalems befindet.
Bei seiner Suche nach Cyborg-Technologie findet der Wissenschaftler Dr. Dyson Ido dort vitale Überreste eines weiblichen Cyborgs. Er vereint diese mit dem Cyborgkörper, den  er ursprünglich für seine getötete Tochter gebaut hatte. Ihr Körper besteht bis auf ihr menschliches Gehirn aus Maschinenteilen. Dr. Ido wird zu einem Ziehvater für sie. Beim Erwachen kann sie sich nicht mehr erinnern, wer sie war oder woher sie kommt. Dr. Ido gibt ihr den Namen seiner Tochter, „Alita“. Alita versucht, sich an ihr altes Leben zu erinnern, um ihre Bestimmung herauszufinden. Dabei lernt sie Hugo kennen, einen jungen Schrottsammler, der davon träumt, in die wohlhabende Himmelsstadt Zalem zu ziehen. Hugo bringt ihr den Rennsport „Motorball“ näher, bei dem Cyborgs bis zum Tod kämpfen.
Als sie ihn eines Nachts verfolgt, entdeckt Alita, dass Ido ein offiziell zugelassener Kopfgeldjäger mit polizeilichen Aufgaben, ein „Hunter-Warrior“, ist. Drei Cyborg-Attentäter unter der Führung von Grewishka lauern ihm auf. Als Alita angegriffen wird, wehrt sie sich instinktiv, tötet zwei von ihnen und verletzt Grewishka, der sich zurückzieht. Obwohl Alita ihre Fähigkeiten in der antiken „Panzer-Kunst“ wiederentdeckt hat, hält Ido sie davon ab, ein Hunter-Warrior zu werden.
Am nächsten Tag nimmt Hugo Alita mit vor die Stadt, um ihren Erinnerungen auf die Sprünge zu helfen. Er zeigt ihr ein altes, abgeschossenes Raumschiff der United Republics of Mars (URM), woraufhin Alita das Schiff über einen unter Wasser liegenden Zugang betritt, im Inneren einen Berserker-Körper findet und ihn nach Hause bringt. Ido weigert sich, ihr den URM-Körper zu installieren. Er erklärt ihr, dass sie der URM angehörte, die im Großen Krieg gegen die Himmelsstädte kämpfte.
Alita lässt sich nun selbst als Hunter-Warrior registrieren und sucht mit Hugo die Kansas Bar auf, um andere Hunter-Warriors aufzufordern, ihr zu helfen, Grewishka zu besiegen. Diese weigern sich, da Grewishka nicht offiziell gesucht wird. Plötzlich stürmt der aufgerüstete Grewishka in die Bar und greift Alita an. Er wurde von Nova, einem mächtigen Wissenschaftler aus Zalem, geschickt, um sie zu zerstören und ihm ihr Herz zu bringen. Trotz ihres Mutes und ihrer Kampfkünste ist Alita ihm unterlegen. Ihr Körper wird von Grewishkas neuer Waffe, dem Schleifcutter, zerteilt, bis ihre Freunde kommen und Grewishka zum Rückzug zwingen. Ido transplantiert Alita nun den Berserker-Körper, der sich automatisch mit ihrem System verbindet.
Da sie sich in Hugo verliebt hat, nimmt Alita an einem Motorball-Testrennen teil, um Hugo mit dem Preisgeld den Aufstieg nach Zalem zu ermöglichen. Ido entdeckt, dass die anderen Teilnehmer Hunter-Warrior und gesuchte Cyborgs sind, die von Vector, einem Handlanger Novas, angeheuert wurden, um sie zu töten. Er warnt Alita, und als das Rennen beginnt, zerstört sie mit ihren überlegenen Fähigkeiten viele ihrer Gegner. In der Zwischenzeit wird Hugo von einem Hunter-Warrior namens Zapan gejagt, nachdem dieser Hugo ungerechtfertigt des Mordes an einem Cyborg beschuldigt hat. Hugo ruft Alita um Hilfe, und sie verlässt das Motorballrennen, um ihn zu retten. Sie trifft auf Hugo und Zapan, der ihr verrät, dass Hugo Cyborgs überfallen, ausgeschlachtet und ihre Teile an Vector für seine Motorballspiele verkauft hat. Zapan verletzt Hugo tödlich und hält Alita vor, dass das Gesetz der Hunter-Warrior vorschreibt, dass sie Hugo entweder selbst umbringt oder durch Zapan töten lassen muss. Dr. Chiren, Idos Ex-Frau und ebenfalls Cyborg-Wissenschaftlerin, schafft es, Hugo zu retten, indem sie seinen Kopf an Alitas Herz anschließt. Zapan versucht, Alita davon abzuhalten zu gehen, doch sie verletzt ihn mit seiner wertvollen „Damaszener-Klinge“, die mit der gleichen fortschrittlichen URM-Technologie hergestellt wurde wie ihr Berserker-Körper, und nimmt die Klinge mit.
Ido transplantiert Hugos Kopf auf einen Cyberkörper und erläutert Alita, dass Hugo in dem falschen Glauben gehandelt habe, er könne sich den Weg nach Zalem erkaufen. Ido hält dies für eine von Vectors Lügen und meint, die Bürger von Iron City könnten nur als Motorball-Champion nach Zalem gelangen. Er selbst habe mit seiner Frau und Tochter dort gelebt. Alita beschließt, Vector zu konfrontieren, der durch Nova von Zalem aus kontrolliert wird. Nova enthüllt Alita durch Vector, dass Chiren, die aussteigen wollte, die Organe entnommen wurden, und befiehlt Grewishka, Alita zu töten. Alita kämpft erneut gegen Grewishka und tötet ihn diesmal dank ihrer neuen Ausrüstung mit Leichtigkeit. Sie ersticht Vector und hält Nova vor, er habe den Fehler gemacht, sie zu unterschätzen.
Der gesuchte Hugo ist geflohen und versucht, eine Fabrikröhre nach Zalem emporzusteigen. Alita fleht ihn an, mit ihr umzukehren. Gerade als er ihr zustimmt, zerfetzt ein Verteidigungsring Zalems seinen Körper und reißt ihn von der Röhre. Alita kann nicht verhindern, dass Hugo in den Tod stürzt, aber nicht, bevor er ihr danken kann, dass sie ihn gerettet hat.
Monate später ist Alita Star-Athletin des Motorballturniers. Während die Menge jubelt, weist sie mit ihrer Klinge auf Zalem, während Nova sie von dort beobachtet.

## Produktion

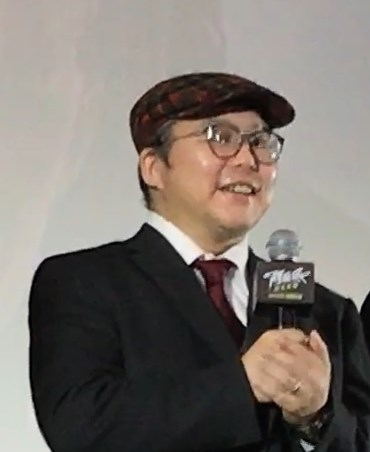
Yukito Kishiro, Zeichner des zugrundeliegenden Mangas, auf der chinesischen Premiere des Films (2019)

Alita: Battle Angel ist die Realverfilmung des 9-bändigen japanischen postapokalyptischen Mangas Battle Angel Alita des Mangazeichners Yukito Kishiro. Im Japanischen trägt die Buchreihe den Titel Gunnm, was übersetzt „Waffentraum“ bedeutet. Bereits 1993 wurde die Graphic Novel erstmals als Film in Anime-Form von Hiroshi Fukutomi umgesetzt.
Robert Rodriguez übernahm die Regie, nachdem James Cameron diese Funktion 2015 abgegeben hatte, aber weiterhin gemeinsam mit Laeta Kalogridis für die Drehbuch-Adaption der Graphic Novel verantwortlich blieb. Die Filmmusik wurde von Tom Holkenborg alias Junkie XL komponiert. Die Sängerin Dua Lipa steuerte den Swan Song bei.
Rosa Salazar übernahm die Titelrolle der Alita, Christoph Waltz spielt ihren Ziehvater Dr. Dyson Ido.
Die Dreharbeiten fanden in Austin, Texas, vom 17. Oktober 2016 bis zum 9. Februar 2017 (62 Tage) statt. Als Handlungsort von Zalem bzw. Iron City wurde Panama-Stadt ausgewählt, wobei die Sets auch durch einige andere lateinamerikanische Einflüsse entstanden sind. Da Zalem nicht schwebt, sondern Teil eines Weltraumaufzuges ist, musste der Ort physikalisch bzw. wissenschaftlich gesehen in der Nähe des Äquators liegen. Als Kameramann fungierte Bill Pope. Die Produktionskosten sollen sich zwischen rund 150 und 170 (ohne Förderungen 200) Millionen US-Dollar belaufen haben.
Der Kinostart in den USA wurde vom ursprünglich geplanten 20. Juli 2018 auf den 21. Dezember 2018 und schließlich auf den 14. Februar 2019 verschoben. Der deutschsprachige Kinostart wurde ebenso auf diesen Tag verschoben; zuvor 19. Juli sowie 20. Dezember 2018. Seine Weltpremiere feierte der Film am 31. Januar 2019 in London.
Die deutsche Synchronisation entstand nach der Dialogregie von Christoph Cierpka und einem Dialogdrehbuch von Marius Clarén im Auftrag der Interopa Film GmbH, Berlin.
| Darsteller          | Synchronsprecher   | Rolle            |
| ------------------- | ------------------ | ---------------- |
| Rosa Salazar        | Magdalena Höfner   | Alita            |
| Christoph Waltz     | Christoph Waltz    | Dr. Dyson Ido    |
| Mahershala Ali      | Torben Liebrecht   | Vector           |
| Keean Johnson       | Sebastian Kluckert | Hugo             |
| Jennifer Connelly   | Alexandra Wilcke   | Chiren           |
| Ed Skrein           | Leonhard Mahlich   | Zapan            |
| Jackie Earle Haley  | Tilo Schmitz       | Grewishka        |
| Derek Mears         | Milton Welsh       | Romo             |
| Lana Condor         | Lena Schmidtke     | Koyomi           |
| Jorge Lendeborg Jr. | Kaze Uzumaki       | Tanji            |
| Idara Victor        | Mia Diekow         | Schwester Gerhad |
| Jeff Fahey          | Axel Lutter        | McTeague         |
| Michelle Rodriguez  | Lara Trautmann     | Gelda            |
| Jai Courtney        | Martin Kautz       | Jashugan         |
| Leonard Wu          | Robert Glatzeder   | Kinuba           |

## Rezeption

### Kritiken und Einspielergebnis
Insgesamt stieß der Film bei den Kritikern auf geteiltes Echo, bei den Zuschauern ist der Film jedoch deutlich beliebter.
Knut Elstermann von MDR Kultur schreibt, sehr einfühlsam spiele Christoph Waltz den Ingenieur als einen modernen Frankenstein, der trotz bester Absichten auch für die menschliche Hybris, für unsere Allmachtsfantasien stehe, ein sehr gegenwärtiges Thema also.
Die weltweiten Einnahmen des Films aus Kinovorführungen belaufen sich bislang auf 404,8 Millionen US-Dollar. In Deutschland verzeichnet der Film 696.697 Besucher.

### Auszeichnungen
Annie Awards 2020
- Nominierung in der Kategorie Best Character Animation — Live Action[20]

Dragon Awards 2019
- Nominierung als Bester Science-Fiction- oder Fantasyfilm[21]

Hollywood Music in Media Awards 2019
- Nominierung für die Beste Filmmusik – Science-Fiction- oder Fantasyfilm (Junkie XL)[22]

National Film & TV Awards 2019
- Nominierung als Bester Animationsfilm[23]

Satellite Awards 2019
- Auszeichnung für die Besten Visuellen Effekte (Joe Letteri & Eric Saindon)
- Nominierung als Bester Film – Animations- oder Mischfilm
- Nominierung für den Besten Filmsong (Swan Song)[24]

Saturn-Award-Verleihung 2019
- Nominierung als Bester Science-Fiction-Film

Visual Effects Society Awards 2020
- Auszeichnung in der Kategorie Herausragende animierte Charaktere in einem fotorealistischen Spielfilm (Alita; Michael Cozens, Mark Haenga, Olivier Lesaint & Dejan Momcilovic)
- Nominierung in der Kategorie Herausragende visuelle Effekte in einem fotorealistischen Spielfilm (Richard Hollander, Kevin Sherwood, Eric Saindon, Richard Baneham & Bob Trevino)
- Nominierung in der Kategorie Herausragende erschaffene Umgebungen in einem fotorealistischen Spielfilm (Iron City; John Stevenson-galvin, Ryan Arcus, Mathias Larserud & Mark Tait)
- Nominierung in der Kategorie Herausragende virtuelle Kameraarbeit in einem CG-Projekt (Emile Ghorayeb, Simon Jung, Nick Epstein & Mike Perry)
- Nominierung in der Kategorie Herausragendes Compositing in einem Film (Adam Bradley, Carlo Scaduto, Hirofumi Takeda & Ben Roberts)[25][26]

## Trivia
Das Spiel „Motorball“ ist angelehnt an das in dem gleichnamigen Film von 1975 dargestellte Rollerball.

## Fortsetzungen
James Cameron und Robert Rodriguez haben angedeutet, dass der Film zu mehreren Fortsetzungen führen könnte.  Am 6. Februar 2019 gaben sie bekannt, dass sie Pläne für Alita: Battle Angel 2 haben. Die Besetzung von Edward Norton in einer stummen Rolle als Nova in diesem Film sollte als Vorbereitung für die Fortsetzung dienen. Darüber hinaus sollten die nicht im Abspann aufgeführten Gastauftritte von Michelle Rodríguez und Jai Courtney größere Rollen in einer Fortsetzung übernehmen.
Im April 2020 erklärte Christoph Waltz, er habe keine Diskussionen über eine mögliche Fortsetzung des Films gehört und halte diese Möglichkeit nach der Übernahme von 20th Century Fox durch Disney für unwahrscheinlich, da sie möglicherweise nicht zur Disney-Kultur passe. Im Januar 2021 hoffte Regisseur Rodriguez jedoch auf eine Fortsetzung des Films. Während eines Interviews mit „The Nerdy Basement“ sagte Rodriguez, dass er versuchen würde, eine Alita-Fortsetzung in Form einer Serie zu realisieren, wenn die von ihm inszenierte Serie Das Buch von Boba Fett es schaffen würde „die Leute aus den Socken zu hauen“. Im Dezember 2022 legten Rodriguez und Cameron einen virtuellen Eid ab, eine Fortsetzung zu machen. Im April 2023 bestätigte Produzent Jon Landau, dass sich eine Fortsetzung in aktiver Entwicklung befinde und Rodriguez und Rosa Salazar als Regisseur bzw. Hauptdarsteller zurückkehren würden. Im Juli desselben Jahres bekräftigte James Cameron, dass er an mehr als einer Fortsetzung arbeite.